# فهرست دسته‌بندی اندازه رایانه‌ها

## ابررایانه(Supercomputer)
- - ابررایانه کوچک (Minisupercomputer)

## رایانه بزرگ(Mainframe computer)
در مراکز تجاري بزرگ ، دانشگاهها و برخي مراکز دولتي که حجم محاسباتي بسیار زیادی دارند، استفاده  میشوند .این رایانه ها مانند ابررایانه ها  ميتوانند به رایانه هاي دیگر سرویس دهند.

## رایانه کوچک(Minicomputer)
- - ایستگاه کاری (Workstation)
  - سرور (Server)
  - ابر کوچک رایانه (Superminicomputer)

## ریزرایانه(Microcomputer)
- - رایانه شخصی (Personal computer)
    - رایانه خانگی (Home computer)
    - رایانه رومیزی (Desktop computer)
    - نت‌تاپ (Nettop)

## رایانه سیار(Mobile computers)
- - لپ‌تاپ (Laptop computer)
  - رایانه دستی (Handheld computers)
    - دستیار دیجیتال شخصی (Personal digital assistant)
      - رایانه شخصی دستی (Handheld personal computer)
      - رایانه شخصی جیبی (Pocket personal computer)

    - رایانه جیبی (Pocket computer)
    - ماشین حساب (calculator)
      - اولترابوک (Ultrabook)
      - ماشین حساب گرافیکی (Graphing calculator)

    - کنسول بازی دستی (Handheld game console)

  - رایانه پوشیدنی (Wearable computer)
  - لوح‌رایانه قدیمی
  - تبلت

## نانو رایانه(Nanocomputer)
آردوینو

## منبع
- انواع کامپیوتر، آفتاب، ۲۶ مهر ۱۳۸۶
- (انگلیسی) http://readerszone.com/facts/10-different-types-of-computers.html
- (انگلیسی) http://computer.howstuffworks.com/question543.htm

1. ↑  انواع کامپیوتر ها